# Metropolis
Metropolis, původně více než dvouhodinový snímek, je německý černobílý němý film rakouského expresionistického režiséra Fritze Langa. Jde o jeden z prvních snímků z žánru science fiction. Jedná se o sci-fi antiutopii.
Premiéru měl v roce 1926 v Německu a v roce 1927 byl poprvé odvysílán v USA. Jedná se o jeden z nejdražších filmů v té době vůbec – stál 7 miliónů tehdejších marek. Předlohou byl stejnojmenný román od Thei von Harbou, která v té době byla Langovou manželkou.
Film financovalo velké německé studio UFA a jeho komerční neúspěch studio téměř zničil. Na svou dobu se jednalo o film s vynikajícími vizuálními efekty, které byly překonány až ve druhé polovině 20. století.

## Různé verze
Brzy po premiéře byl nákladný film stažen z distribuce, aby byl proti Langově vůli nově sestříhán. Tato zkrácená verze se dochovala dokonce i v kolorovaném remixu (o délce 80 minut) Giorgia Morodera z osmdesátých let.
V roce 2002 byla vydána restaurovaná verze (118 minut) s vloženými spojovacími mezititulky namísto scén, které se ztratily, čímž vznikl snímek, jenž se ve větší míře přibližuje původní Langově představě. V této verzi jsou nejen přidány scény nalezené v různých archivech a muzeích, které celá desetiletí nikdo neviděl, ale také je zde zachován jejich původní sled a jsou vloženy správné mezititulky. Až do této doby bylo dílo považované za spektakulární, i když poněkud jednoduchý sci-fi film, avšak tato nová verze odhaluje, že futuristická výprava nebyla zamýšlena jako prorocká, nýbrž jako mystická, s prvky architektury, průmyslu a designu dvacátých let.[zdroj?]
Téměř kompletní původní verze filmu byla nalezena až v červenci 2008 ve filmovém muzeu v Buenos Aires. Po nezbytném restaurování byla tato verze poprvé uvedena v Berlíně a Frankfurtu v únoru 2010.

## Vliv
Film měl vliv na mnoho dalších tvůrců, kteří z jeho vizuální stránky čerpali. Jmenujme alespoň film Blade Runner, který se vizí Langovy Metropolis inspiroval zcela zjevně. Také německá skupina Kraftwerk natočila ke své skladbě Trans-Europe Express videoklip inspirovaný Langovým filmem a na jejich desce The Man Machine je skladba Metropolis. Britská rocková skupina Queen pro videoklip ke své skladbě Radio Ga Ga použila mnoho záběrů z filmu.
Plakát k tomuto filmu se stal v roce 2005 nejdráže prodaným filmovým plakátem v historii. Neznámý americký sběratel zaplatil za tento plakát ve stylu art deco 650 tisíc dolarů. Prodaný plakát je jednou ze čtyř známých originálních kopií, které se ze stovek výtisků dochovaly. Jednu kopii vlastní newyorské Muzeum moderního umění, druhou berlínské Filmové muzeum a třetí je součástí další soukromé sbírky.

## Děj filmu
V megapolis dvacátého prvního století žijí dělníci v podzemním ghettu, kde se nachází průmyslové srdce; mají zákaz vycházet do vnějšího světa. Ponoukaní nasazeným robotem se vzbouří proti intelektuální třídě, která má moc, a vyhrožují destrukcí města na povrchu. Freder (Gustav Frölich), syn vůdce Metropolis, a krásná Marie (Brigitte Helm) z podzemí se pokusí zabránit destrukci, apelujíce na soucit a lásku.
Děj filmu se odvíjí v roce 2026, v městě-státě ohromných rozměrů zvaném Metropolis. Společnost je rozdělena do dvou protikladných skupin: jednou je na povrchu žijící elitní skupina bohatých a vědců, druhou kasta dělníků, kteří žijí pod městem a pracují bez přestávky, umožňujíce tak udržet způsob života těch nahoře. Presidentem města je Johhan „Joh“ Fredersen (Alfred Abel).
Charismatická a usmiřující postava jménem Maria se bere za práva dělníků. Nepodněcuje však k revoltě, ale naléhá na dělníky, aby hledali východisko mírové a měli trpělivost a naději v příchod „Prostředníka“, který spojí obě poloviny společnosti. Syn Fredersenův, Freder (Gustav Fröhlich) pozná Marii a je jí okouzlen. Sleduje ji bez jejího vědomí, pronikne do podzemního světa dělníků a vidí na vlastní oči bídné podmínky, v dělníci žijí a pracují, stejně jako naprosté opovržení bohatých, kteří dávají přednost strojům před dělníky a před pomocí těm, kteří v nich utrpěli úrazy. Zhnusen tím, co vidí, Freder se rozhodne připojit k Marii.
Fredersen se dozví o Mariiných aktivitách a v obavách před revoltou dělníků se rozhodne požádat o pomoc vědce Rotwanga (Rudolf Klein-Rogge), který mu ukáže antropomorfního robota, kterého vynalezl. Robot může mít jak chování, tak podobu nějaké osoby, takže se rozhodnou vyrobit Mariinu kopii. Tento robot má za úkol vyvolat nepokoje, aby měl Fredersen záminku spustit násilnou represi proti dělníkům. Fredersen však neví, že Rotwang dal robotovi duši Hel – své ex ženy, která měla milostný poměr s Fredersenem a zemřela při porodu jeho syna Fredera, a že Rotwang použije robota jako nástroj pomsty proti presidentovi Metropolis, jeho synovi a celému městu.
Skutečná Maria je uvězněna v Rotwangově sídle v Metropolis, zatímco robot ji nahrazuje a rozpoutává nepokoje. Vedle toho robot začíná další aktivity v Rotwangově plánu pomsty a proměňuje se v exotickou tanečnici v proslulém kabaretu Yoshiwara, která zamlžuje rozum přítomných a způsobuje nesváry a úpadek mezi bohatou mládeží. Podle špatných rad Marie-robota dělníci zahájí revoltu a zničí „Stroj-Srdce“, který poskytuje energii oživující všechny stroje Metropolis. Destrukce tohoto stroje ovšem způsobí i to, že nádrže vody pro město jsou zničeny a voda zaplaví spodní svět dělníků, kteří zaslepeni řečmi robota nedbali o bezpečí svých dětí, které však nakonec zachrání Freder se skutečnou Marií. Seznajíce svůj fatální omyl a chybu, zoufalí dělníci vycházejí na povrch a hledají svou „nepřítelkyni ve věži“, (nepravou) Marii. Dav zaplaví zábavní čtvrť města a nepravou Marii zajme, připoutá ke sloupu a chce upálit. Zoufalý Freder vše pozoruje, ale když hranice hoří, zjistí, že nehoří člověk, ale stroj, navíc vidí, že Marii honí pomatený Rotwang po střeše katedrály města. Freder Rotwanga pronásleduje a nakonec ho svrhne se střechy. Maria a Freder se vracejí na ulici a jdou na setkání s Johem a Grotem (tj. lídry města a dělníků), které dává tušit naději na začátek nové společnosti.
S mottem "Mittler zwischen Hirn und Hand muss das Herz sein" („prostředníkem mezi Mozkem a rukama musí být srdce“), které je nutno interpretovat jako výraz toho, že v lidském bytí se má láska spojovat s rozumem a mocí, se usmíří magnát Joh Fredersen s dělníky Metropolis díky Frederovi. V nich jsou ztělesněni tři činitelé této rovnice: rozum, práce a srdce.

## Obsazení
- Alfred Abel – Johhan "Joh" Fredersen
- Gustav Frohlich – Freder Fredersen
- Brigitte Helm – Maria/robot
- Rudolf Klein-Rogge – C. A. Rotwang
- Theodor Loos – Josaphat
- Fritz Rasp – hubený muž
- Erwin Biswanger – Georgy, dělník č. 11811
- Heinrich George – Grot
- Olaf Storm – Jan